# Boris Paval Conen
Boris Paval Conen (1968) is een Nederlands filmregisseur, scenarioschrijver en beeldhouwer.

## Loopbaan
Conen studeerde aan de kunstacademie en vervolgens aan de filmacademie. Hij regisseerde meerdere telefilms, waaronder: Dojo, Dwaalspoor en Exit. Bekendheid kreeg hij ook door de film Temmink: The Ultimate Fight. Conen won tweemaal het Gouden Kalf voor Beste Televisiedrama.

## Privé
Conen is de broer van acteur Romijn Conen, met wie hij meermaals samenwerkte.